# صندوق كانوبي

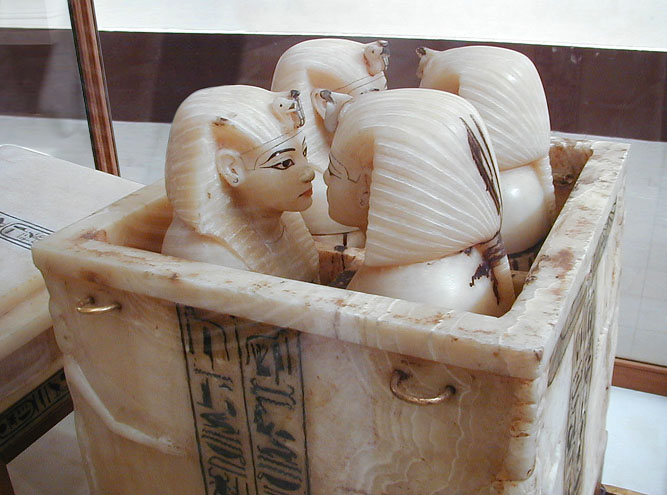
صندوق توت عنخ آمون الكانوبي. المتحف المصري بالقاهرة.

الصناديق الكانوبية هي صناديق استخدمها المصريون القدماء لحفظ الأعضاء الداخلية المُزالة أثناء عملية التحنيط. بعد أن بدأ استخدام الأواني الكانوبية في أواخر الأسرة الرابعة، كانت الآنية تُخزن داخل الصندوق الكانوبي. على الرغم من أن أول مدافن كانوبية موثقة تاريخية تعود لعهد سنفرو من الأسرة الرابعة، إلا أن هناك أدلة تشير إلى وجود تراكيب كانوبية في سقارة تعود إلى الأسرة الثانية.

## صلته بالثقافة المصرية القديمة

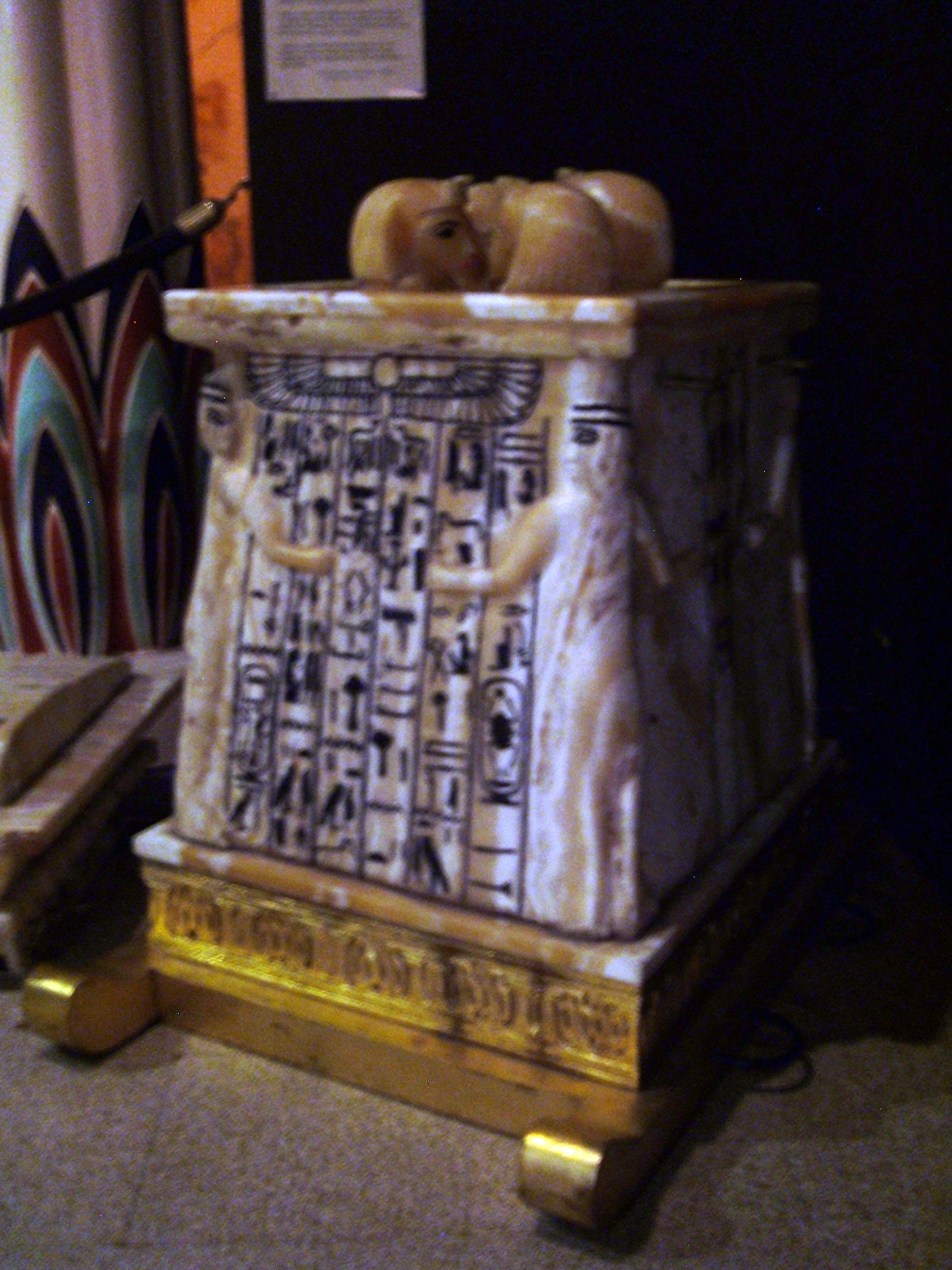
نسخة طبق الأصل من صندوق توت عنخ آمون الكانوبي المعروض في متحف الصليب الوردي المصري.

كان للصناديق الكانوبية مكانة هامة في الثقافة المصرية. احتوت الصناديق الكانوبية على الأعضاء الداخلية (أحشاء) للمومياوات، لذا فهي مرتبطة بالاعتقاد المصري بأن الحياة الأخروية لا تقل أهمية عن الحياة الدنيا. اعتقد المصريون بوجوب الحفاظ على الجسد بشكل مثالي لرحلة السفر للآخرة، وكجزء من عملية التحنيط كانت نُزال الأحشاءُ من الجسد.

## التغييرات عبر التاريخ
الصناديق الكانوبية الأولى كانت بسيطة ومصنوعة من الخشب، ومع مرور الوقت أصبحت أكثر تعقيداً. في حوالي الأسرة الحادية والعشرين (1069-945 قبل الميلاد) ، بدأ المصريون في ترك الأحشاء داخل المومياوات. لكن بحكم عادة استخدام الصناديق الكانوبية لآلاف السنين، فقد استمروا في وضعها في المقابر خالية من أي شيء. ثم توقف استخدام الصناديق الكانوبية في العصر البطلمي.

## الأسلوب والمواد
اختلف الأسلوب والمواد بإختلاف العصور، ولكنها عكست دوماً المعيار المصري في دقة المقاييس والجمال.

### الفترة البطلمية
كان يُرسم على جوانب الصناديق الخشبية الطويلة التي تشبه الضريح لوحة زاهية وبالأعلى صقر. وكان الحرفيون يغلفون الخشب بالجسو تمهيداً لصبغه. تخبرنا هذه الزخارف شيئًا عن الديانة المصرية القديمة. فالصقر المرسوم بالأعلى يمثل سوكروهو إله جنائزي، وتُظهر الصورة على الجانبين صاحب الصندوق وهو يعبد أوزوريس إله الآخرة؛ ورع حوراختي وهو مزيج من الآلهة حورس ورع؛ وأربعة من أبناء حورس كل واحد منهم يحرس أحد الأحشاء التقليدية المُزالة أثناء التحنيط؛ والعمود المصبوغ الذي يرمظ لأوزوريس، وتيت التي ترمز لإيزيس. اللوحة بنفس الدقة في القياس والتفاصيل المعروفين عن الفن المصري، لأن تلك الفترة شهدت اضمحلال الحضارة المصرية[بحاجة لمصدر]. 

## فهرس
- Shaw، Ian (2003). The Oxford History of Ancient Egypt. Oxford University Press. ISBN:978-0-19-280458-7. مؤرشف من الأصل في 2022-12-01.Shaw، Ian (2003). The Oxford History of Ancient Egypt. Oxford University Press. ISBN:978-0-19-280458-7. مؤرشف من الأصل في 2022-12-01. Shaw، Ian (2003). The Oxford History of Ancient Egypt. Oxford University Press. ISBN:978-0-19-280458-7. مؤرشف من الأصل في 2022-12-01.
- Green، Roger Lancelyn (1964). Ancient Egypt. J. Day Co.
- Grimal، Nicholas (1992). A History of Ancient Egypt. Blackwell Publishing. ISBN:978-0-631-19396-8. مؤرشف من الأصل في 2022-06-09.Grimal، Nicholas (1992). A History of Ancient Egypt. Blackwell Publishing. ISBN:978-0-631-19396-8. مؤرشف من الأصل في 2022-06-09. Grimal، Nicholas (1992). A History of Ancient Egypt. Blackwell Publishing. ISBN:978-0-631-19396-8. مؤرشف من الأصل في 2022-06-09.